# Montieri
Montieri is een gemeente in de Italiaanse provincie Grosseto (regio Toscane) en telt 1245 inwoners (31-12-2004). De oppervlakte bedraagt 108,5 km², de bevolkingsdichtheid is 11 inwoners per km².
De volgende frazioni maken deel uit van de gemeente: Boccheggiano, Gerfalco, Travale.

## Demografie
Montieri telt ongeveer 683 huishoudens. Het aantal inwoners daalde in de periode 1991-2001 met 16,7% volgens cijfers uit de tienjaarlijkse volkstellingen van ISTAT.
| Jaar | Inwoneraantal |
| ---- | ------------- |
| 1991 | 1499          |
| 2001 | 1248          |

## Geografie
De gemeente ligt op ongeveer 704 meter boven zeeniveau.
Montieri grenst aan de volgende gemeenten: Castelnuovo di Val di Cecina (PI), Chiusdino (SI), Massa Marittima, Monterotondo Marittimo, Radicondoli (SI), Roccastrada.